# (35031) 1981 EE23
(35031) 1981 EE23 es un asteroide perteneciente al cinturón de asteroides, descubierto el 3 de marzo de 1981 por Schelte John Bus desde el Observatorio de Siding Spring, Nueva Gales del Sur, Australia.

## Designación y nombre
Designado provisionalmente como 1981 EE23.

## Características orbitales
1981 EE23 está situado a una distancia media del Sol de 2,648 ua, pudiendo alejarse hasta 3,077 ua y acercarse hasta 2,219 ua. Su excentricidad es 0,161 y la inclinación orbital 2,819 grados. Emplea 1574,32 días en completar una órbita alrededor del Sol.

## Características físicas
La magnitud absoluta de 1981 EE23 es 15,3. Tiene 4,591 km de diámetro y su albedo se estima en 0,07. 